# Levon Kendall
Levon Maxwell Simon Kendall (* 4. Juli 1984 in Vancouver, British Columbia) ist ein ehemaliger kanadischer Basketballspieler. Nach dem Studium in den Vereinigten Staaten spielte der kanadische Nationalspieler als Profi in Europa.
Mit Kanadas Nationalmannschaft nahm er unter anderem an der Weltmeisterschaft 2010 teil. Er gewann mit Alba Berlin 2014 den deutschen Pokal.
Kendall, der sich zugleich semiprofessionell als Musiker und Songwriter betätigt und seit Dezember 2013 verheiratet ist, ist der Sohn des aus Irland stammenden Musikers Simon Kendall, der als Mitglied von Doug and the Slugs in den 1980er Jahren erfolgreich Popmusik in den kanadischen Hitparaden platzierte.

## Karriere
Kendall spielte als Jugendlicher an der Kitsilano Secondary School in Vancouver.
Er ging zum Studium an die University of Pittsburgh in die Vereinigten Staaten, wo er von 2003 an für die Hochschulmannschaft Panthers in der damaligen Big East Conference der ersten NCAA-Division spielte. Trotz der besten Bilanz aller Mannschaften der Big East verlor man als Titelverteidiger das Endspiel des Meisterschaftsturniers 2004 gegen die Huskies der University of Connecticut. In der anschließenden landesweiten NCAA-Endrunde verlor man im Achtelfinale „Sweet Sixteen“ gegen die Cowboys der Oklahoma State University. In den Folgejahren erreichte man noch zweimal das Meisterschaftsfinale der Big East, welche gegen die Orangemen der Syracuse University 2006 und die Hoyas der Georgetown University 2007 verloren gingen, sowie immer die NCAA-Endrunde, in der man aber spätestens wie 2007 im Achtelfinale ausschied. Bei der letztmals in der Altersklasse U21 ausgetragenen Weltmeisterschaft 2005 in Argentinien konnte die kanadische Juniorenauswahl, der neben Kendall mit Aaron Doornekamp, Andy Rautins und Tristan Blackwood drei weitere spätere Basketball-Bundesliga-Profis angehörten, im Viertelfinale der hoch favorisierten US-amerikanischen Auswahl ihre einzige Turnierniederlage zufügen. In deren Kader standen unter anderen die späteren NBA-Profis Rajon Rondo, Rudy Gay, J.J. Redick, Marcus Williams und Allan Ray. Kendall war Topscorer der Partie mit 40 Punkten sowie zwölf Rebounds in 42 Minuten beim 93:90-Verlängerungssieg. Nach der Halbfinalniederlage gegen die griechische Auswahl gewann Kanada gegen die australischen Junioren die Bronzemedaille bei diesem Turnier. Kendall, der ins „All-Tournament Team“ der U21-WM berufen wurde, debütierte anschließend in der kanadischen Herrenauswahl bei der Amerikameisterschaft 2005, bei der man jedoch die Qualifikation für die WM-Endrunde 2006 verpasste.
Nachdem Kendall in der NBA-Draft 2007 nicht ausgewählt worden war, unterschrieb er schließlich seinen ersten professionellen Vertrag bei Panionios aus Athen in der griechischen A1 Ethniki. In der Saison 2007/08 konnte die Mannschaft auf dem vierten Platz nach der Hauptrunde die Vorjahresplatzierung bestätigen und schied im Play-off-Halbfinale gegen Serienmeister Panathinaikos Athen aus. In der Play-off-Serie gegen GS Marousi um den dritten Platz sicherte man sich zudem die Teilnahme am höchsten europäischen Vereinswettbewerb EuroLeague 2008/09. Nach dem fünften Platz bei der Amerikameisterschaft 2007 hatte die kanadische Nationalmannschaft beim vorolympischen Qualifikationsturnier in Athen 2008 eine weitere Qualifikationsmöglichkeit für das olympische Basketballturnier. Hier scheiterte man im Viertelfinale gegen Kroatien letztendlich deutlich bei der 62:83-Niederlage. In der Euroleague 2008/09 schied Panionios nach nur drei Siegen in zehn Spielen bereits nach der Vorrunde aus und konnte trotz verbesserter Saisonbilanz nur den sechsten Platz nach der Hauptrunde in der griechischen Meisterschaft erreichen. In den Play-offs blieb man ohne Sieg und schied in der ersten Runde gegen Aris Saloniki aus. Kendall wechselte anschließend zum Ligakonkurrenten GS Marousi, der diesmal die Play-off-Serie um den dritten Platz gegen Aris gewonnen und die Qualifikationsrunde für die EuroLeague 2009/10 erreicht hatte. Dort gewann die Mannschaft mit Kendall gegen den nationalen Konkurrenten Aris Saloniki sowie den deutschen Pokalsieger Alba Berlin und erreichte die Hauptrunde, in der die Mannschaft sich für die Zwischenrunde der 16 besten europäischen Mannschaften qualifizieren konnte. Nach vier Einsätzen zu Beginn war Kendall nach einer Knöchelverletzung jedoch an den weiteren internationalen Spielen von Marousi nicht beteiligt. In der Meisterschaft erreichte man den dritten Hauptrundenplatz und sicherte sich nach der Halbfinalniederlage gegen Olympiakos Piräus in der zusätzlichen Play-off-Serie erneut den dritten Platz.
Bei der Amerikameisterschaft 2009 hatte sich die kanadische Nationalmannschaft mit einem vierten Platz für die WM-Endrunde 2010 in der Türkei qualifiziert. Hier blieb man jedoch ohne Sieg in fünf Spielen und wurde am Ende auf dem 22. und drittletzten Platz aller Teilnehmer eingestuft. Zur Spielzeit 2010/11 wechselte Kendall in die spanische LEB Oro zum Erstliga-Absteiger Obradoiro CAB aus Santiago de Compostela, der unter dem Sponsorennamen Blu:sens Monbus antrat. Als Hauptrundenzweiter konnte man sich den verbleibenden Aufstiegsplatz in den Play-offs sichern und die sofortige Rückkehr in die höchste Spielklasse Liga ACB erreichen, in der Kendall wegen seiner irischen Abstammung mit einer europäischen Spielerlizenz antrat. Als Rückkehrer konnte die Mannschaft dort in der Saison 2011/12 auf dem 13. Hauptrundenplatz erstmals den Klassenerhalt in der Vereinsgeschichte erreichen. In der Saison 2012/13 reichte es gar mit positiver Saisonbilanz auf dem achten Tabellenplatz zum erstmaligen Play-off-Einzug in der Vereinsgeschichte. Hier schied man in der ersten Runde gegen den Ersten und späteren Meister Real Madrid aus. Für die Saison 2013/14 wechselte Kendall zum deutschen Pokalsieger Alba Berlin, mit dem er auch wieder in europäischen Vereinswettbewerben antrat und mit der Mannschaft im Viertelfinale des Eurocup 2013/14 am spanischen Vertreter Valencia Basket Club scheiterte. Im Pokalwettbewerb 2014 konnte die Mannschaft den Titel verteidigen und in einer Neuauflage des Vorjahresendspiels den Gastgeber Ratiopharm Ulm bezwingen. Damit gewann Kendall seinen ersten Vereinstitel. Im Bundesliga-Spieljahr 2013/14 wurde er von den Berlinern in 45 Spielen eingesetzt, in denen er es durchschnittlich auf 8,4 Punkte sowie 5,1 Rebounds brachte.
Nach einem Jahr verließ Kendall Alba Berlin wieder und kehrte nach Spanien zurück. Dort unterschrieb er für die Spielzeit 2014/2015 einen Vertrag bei Erstligist CB Gran Canaria. Mit der Mannschaft zog er in die Endspiele (Hin- und Rückspiel) des europäischen Vereinswettbewerbs EuroCup ein, beide Begegnungen wurden aber gegen BK Chimki aus Russland deutlich verloren.
Kendall entschloss sich, aus familiären Gründen vorerst aus dem Profigeschäft zurückzuziehen, spielte erst im Jahr 2016 wieder, als er die Mannschaft Brujos de Guayama in Puerto Rico verstärkte. Im Jahr 2019 schloss sich Kendall, der mehr als 120 Länderspiele für Kanada bestritten hat, in seinem Heimatland den Fraser Valley Bandits in der Liga Canadian Elite Basketball League (CEBL) an.